# Куза, Андрей Васильевич
Андрей Васильевич Куза (25 апреля 1939, Москва — 28 марта 1984, там же) — советский археолог, историк, источниковед. Научный сотрудник Института археологии АН СССР. Кандидат исторических наук (1970), специалист по древнерусской археологии.
Автор фундаментальной концепции археологических признаков древнерусского города, ряда других оригинальных гипотез относительно домонгольской истории Руси, которые до сих пор пользуются признанием специалистов по древнерусской археологии.
Ученик А. В. Арциховского. Участвовал в раскопках в Великом Новгороде, в Ярославской области, в Любече, на Киевщине, в Белоруссии, в Ираке.

## Биография
Андрей Васильевич Куза родился 25 апреля 1939 года в Москве. Его отцом был известный советский театральный актёр и режиссёр Василий Васильевич Куза (1902—1941), приходящийся дальним родственником правителю Румынии Александру Кузе. После начала Великой Отечественной войны, в ночь с 23 на 24 июля 1941 года отец, как политрук группы самозащиты, находился на боевом дежурстве и погиб от авиабомбы, попавшей в здание театра Вахтангова на Арбате во время налёта нацистской авиации на Москву.
В 1957—1961 годах А. В. Куза обучался на историческом факультете Московского государственного университета, который окончил по кафедре археологии. Ещё в студенческие годы участвовал в Новгородской археологической экспедиции, работал под руководством А. В. Арциховского по теме «Рыболовство Древней Руси».
По окончании университета работал сначала в лаборатории кафедры археологии МГУ, а затем, в 1962 году, перешёл в сектор славяно-русской археологии Института археологии АН СССР. С этих пор и до самой безвременной кончины вся научная жизнь А. В. Кузы была связана с археологией, историей и источниковедением Древней Руси.
В 1970 году А. В. Куза защитил диссертацию на степень кандидата исторических наук по теме, продолжающей его студенческие занятия: «Рыбный промысел Древней Руси».
Одновременно работал над проблемами истории Новгородской земли, ранних славян, опубликовал ряд работ по геральдике и сфрагистике, берестологии.
В 1971—1973 годах А. В. Куза возглавлял экспедицию московских археологов (с участием Г. Ф. Соловьёвой, А. В. Кашкина, А. А. Узянова и других) по изучению уникального памятника роменской культуры — Большого Горнальского городища на реке Псёл. Результаты этих раскопок были частично опубликованы и тем самым вошли в научный оборот, позволив уточнить хронологию соответствующей эпохи в истории Курского Посеймья, её культурно-исторический облик. Горнальские находки представляли курский регион на международной выставке «Путь из варяг в греки и из грек…» (Москва, 1996), в обновлённой экспозиции (после многолетней реконструкции) Государственного Исторического музея в Москве.
Вместе с киевскими (А. П. Моця) и черниговскими (В. П. Коваленко) археологами создал и возглавил Новгород-Северскую экспедицию. Раскопки под руководством А. В. Кузы древнерусского городища — Замка в Новгороде-Северском имели важное значение для древнерусской истории и археологии, послужили школой профессионального становления для нескольких начинающих тогда археологов-русистов. Среди них — Е. А. Шинаков, А. В. Григорьев, которые внесли заметный вклад в археологическое изучение Курской области.
Ранняя кончина в 1984 году (в возрасте чуть менее 45 лет) не позволила талантливому учёному закончить многие перспективные начинания. Успешно начатые в 1979 году раскопки в Новгороде-Северском — вотчине Игоря Святославича, главного героя «Слова о полку Игореве», остались незавершёнными.
Подготовленные А. В. Кузой монография о малых городах древней Руси и его каталог древнерусских городищ X—XIII вв. были изданы посмертно в 1989 и 1996 году соответственно. Несмотря на значительно расширившуюся с тех пор источниковую базу, работы А. В. Кузы по степени обобщения и качественному анализу остались непревзойдёнными до настоящего времени.
Андрей Васильевич Куза похоронен в Москве на Новодевичьем кладбище.

## Память
В 1999 году ряд научных конференций и сборников научных работ был посвящён 60-летию со дня рождения А. В. Кузы.

## Основные сочинения
- Раскопки курганов в Новгородчине // Археологические открытия 1965 года. М., 1966.
- Рост общественного разделения труда в Древней Руси // Ленинские идеи в изучении первобытнообщинного общества, рабовладения, феодализма. М., 1970.
- Рыболовство у восточных славян во второй половине I тысячелетия н. э. // МИА, № 176. М., 1970.
- Работа Суджанского отряда // Археологические открытия 1972 года. М., 1973.
- Работа Суджанского отряда // Археологические открытия 1973 года. М., 1974.
- Новгородская земля // Древнерусские княжества X—XIII вв. М., 1975.
- Стратиграфические исследования на Большом Горнальском городище // Краткие сообщения Института археологии. Вып. 150. М., 1977 (в соавторстве с В. А. Башиловым).
- Археологическое изучение древнерусских городов в 1962—1976 гг. // КСИА. Вып. 155. М., 1978.
- Большое городище у с. Горналь // Древнерусские города / Отв. ред. В. В. Седов; Институт археологии АН СССР. — М.: Наука, 1981. — С. 6—39. — 9000 экз. (обл.)
- О происхождении древнерусских городов (история изучения) // КСИА. Вып. 171. М., 1982.
- Социально-историческая типология древнерусских городов X—XIII вв. // Русский город. Исследования и материалы. Вып. 6. М., 1983. С. 4—36.

Посмертные публикации
- Города в социально-экономической системе древнерусского феодального государства X—XIII вв. // КСИА. Вып. 179. М., 1984.
- Чернецов А. В., Куза А. В., Кирьянова Н. А. Земледелие и промыслы // Археология СССР. Древняя Русь: город, замок, село. М., 1985. С.226—231, 241—242.
- Некоторые уточнения в стратиграфии Большого Горнальского городища // Проблемы археологии Сумщины. Тезисы докладов. Сумы, 1990.
- Малые города Древней Руси / Отв. ред. к.и.н. А. А. Медынцева. Ред. карт к.и.н. А. К. Зайцев. Институт археологии АН СССР. — М.: Наука, 1989. — 168, [1] с. — 3000 экз. — ISBN 5-02-009473-0. (обл.)
- Древнерусские городища X—XIII вв.: Свод археологических памятников / Ред. А. К. Зайцев. Российский гуманитарный научный фонд. — М.: Христианское издательство, 1996. — 256 с. — 1500 экз. — ISBN 5-7820-0030-9. (обл.)
- Рыбный промысел в Древней Руси. — М.; СПб: Нестор-История, 2016. — 320 с.